# Museo Casina delle Civette
Il Museo della Casina delle Civette è una ex residenza della famiglia Torlonia trasformata in museo. Si trova all'interno del parco di Villa Torlonia a Roma. Il nome deriva dal tema ricorrente delle civette all'interno e all'esterno della casina. Nell'Ottocento era conosciuta come Capanna Svizzera per l'aspetto rustico simile a quello di un rifugio alpino o di uno chalet svizzero.

## Storia

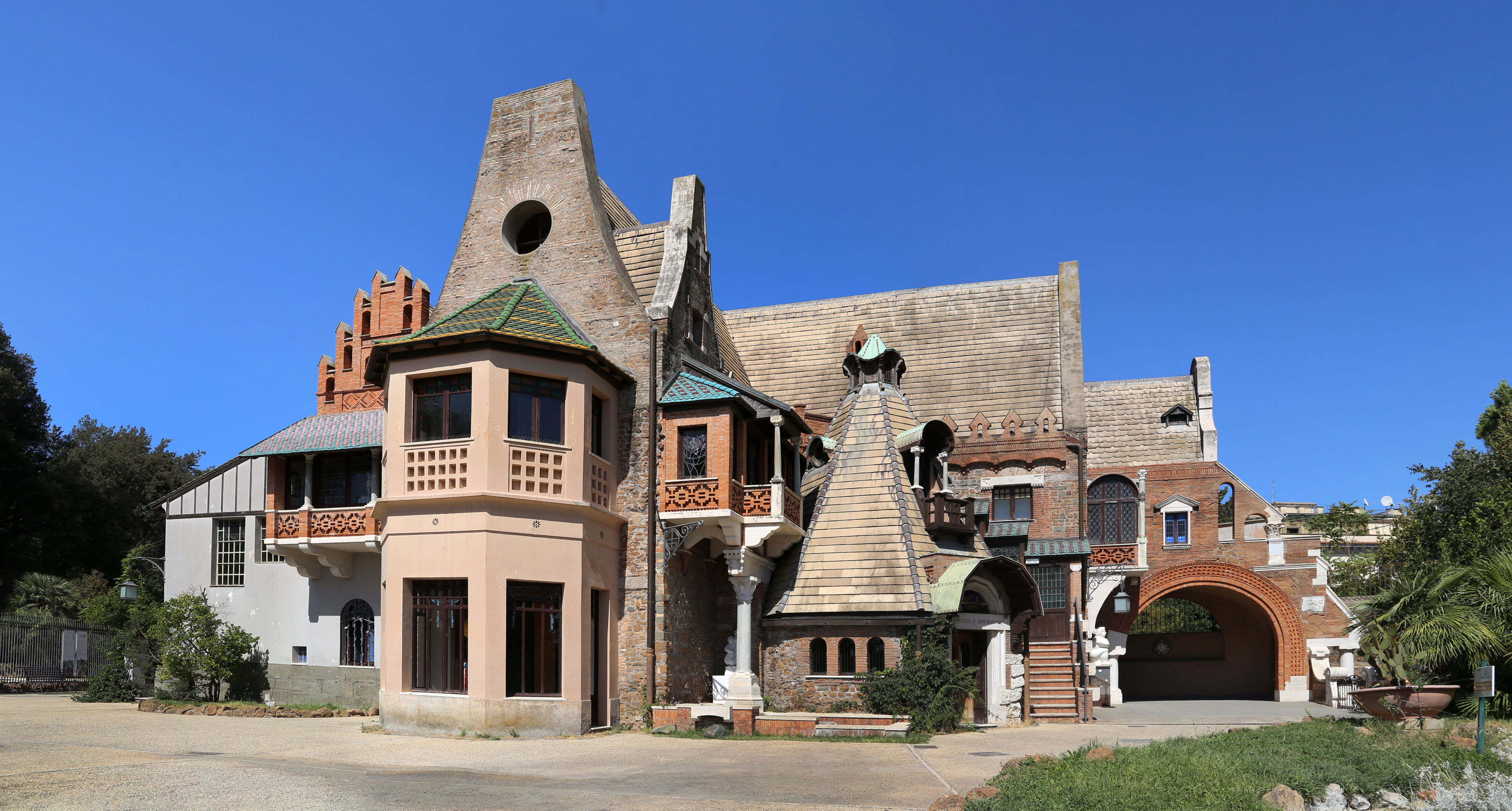
Casina delle Civette

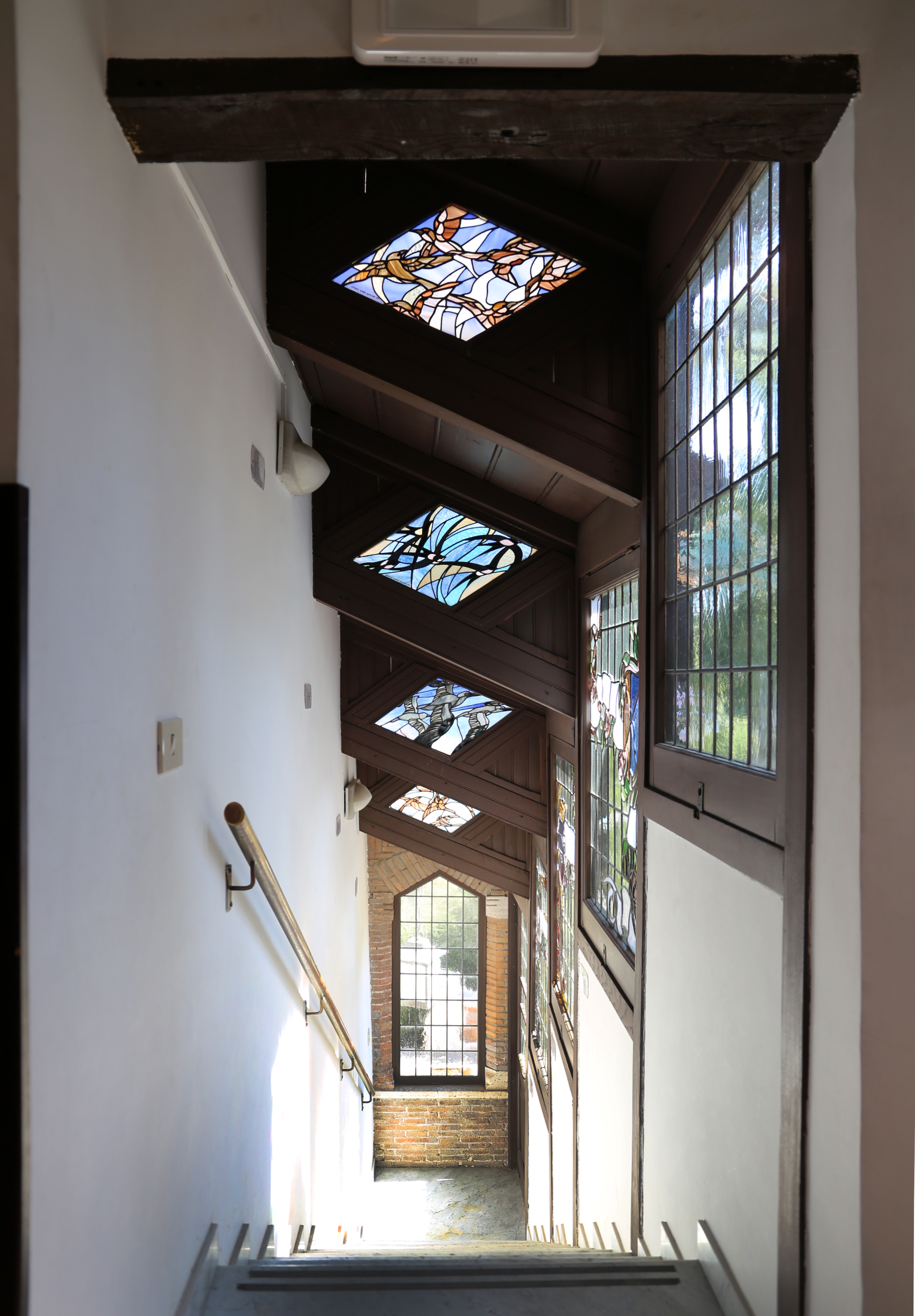
Scalinata interna

L'edificio è stato ideato nel 1840 da Giuseppe Jappelli su incarico di Alessandro Torlonia. Si presentava come una costruzione rustica con un rivestimento esterno bugnato in tufo e con l'interno dipinto a tempera ad imitazione di rocce e tavolati di legno.
Nel 1908, fino ad allora chiamata Capanna Svizzera, fu trasformata in "Villaggio medievale" su commissione di Giovanni Torlonia junior, nipote di Alessandro, che affidò i lavori a Enrico Gennari.

In questo periodo vennero aggiunti finestre, loggette, porticati, torrette con decorazioni a maioliche e vetrate colorate.
La prima citazione come "Casina delle Civette" risale al 1916 per via dell'inserimento di 2 vetrate con raffigurazioni di civette stilizzate inserite disegni di edera realizzate da Duilio Cambellotti e, poi, nell'inserimento ossessivo di decorazioni a forma di civetta qua e là nella casina.
Del 1917 sono gli inserimenti, tra cui le tegole in cotto smaltato dei tetti, nella zona meridionale della casina ad opera di Vincenzo Fasolo in stile liberty.
Giovanni Torlonia Junior vi abitò fino al 1938, anno della sua morte.
Durante la seconda guerra mondiale la Casina fu occupata dalle truppe anglo-americane e venne semidistrutta; seguì un lungo periodo buio fino a dopo l'acquisto di Villa Torlonia da parte del comune di Roma avvenuto nel 1978: nel 1991, infatti, la casina fu interessata da un disastroso incendio acuito da furti e vandalismi.
Dal 1992 al 1997 la Casina fu oggetto di restauro che l'ha portata all'aspetto attuale.

## Descrizione

### I tetti
Nel triennio 1915-17 il Fasolo utilizzò l'eternit per realizzare i tetti, materiale sostituito dall'ardesia dopo l'incendio del 1991.
Le tegole sono realizzate in cotto smaltato dai vivaci colori alternati da coppi di giunzione a foglie di acanto.

### Le vetrate
Le vetrate sono in parte realizzate su disegno di importanti artisti dell'inizio del Novecento:
- Duilio Cambellotti[3]
- Umberto Bottazzi[3]
- Paolo Paschetto[3]
- Vittorio Grassi.[3]

Tra le vetrate d'interesse vi sono:
- Civette;[3]
- I migratori;[3]
- La fata;[3]
- Cigni;[3]
- I pavoni;[3]
- Rose, nastri e farfalle;[3]
- Ali e fiamme;[3]
- L'idolo.[3]

### I ferri battuti
L'illuminazione era garantita da lampade poste sia all'interno che all'esterno.
Erano decorate con le iniziali di Giovanni Torlonia GT, mentre nelle stanze avevano dei lampadari con decorazioni zoomorfe e vegetali.
Tra i lampadari che sono giunti fino a noi vi sono quelli posti:
- nella sala;[4]
- nella scala della dipendenza[4]
- nel parafuoco della stanza dei trifogli.[4]

### Le maioliche
Tra le maioliche della Casina vi sono maioliche fornite da:
- Richard Ginori,[5]
- Cantagalli[5];
- Villeroy & Boch.[5]

Pregevoli sono le maioliche che ricoprono i tetti del bovindo e delle loggette, la pavimentazione della sala, il pavimento con il nido di civette sopra l'ingresso.
Molte ceramiche sono andate perdute.

### L'interno

#### Leboiseries
Anticamente 3 stanze erano abbellite da boiseries:
- la sala da pranzo;[6]
- il fumoir[6]
- la stanza delle civette,[6]

mentre attualmente, dopo il recente restauro, sono visibili solo nella camera da pranzo.
I pannelli in legno sono alti circa un metro e sono disposti su tutte e quattro le pareti ed abbellite da decorazione a foglie e bacche di lauro, intarsi in ottone, disegni geometrici o spighe di grano e inserti in legno a forma di nastro e tralci.

#### Le decorazioni a stucco
Tra le decorazioni a stucco di rilievo nella Casina delle Civette vi sono:
- nella Stanza delle rondini in cui, negli angoli in alto delle pareti vi sono dei nidi di rondine con le varie fasi della vita delle rondini:[7]
  - il corteggiamento e l'innamoramento;[7]
  - la cova e la nascita:[7]
  - e il nutrimento;[7]
- nel salottino dei satiri:[7]
  - tralci d'edera sulle pareti;[7]
  - delle lumache sulle cornici;[7]
  - otto satiretti nell'occhialone della lanterna;[7]
- nella sala del chiodo:[7]
  - dei grappoli d'uva e tralci e pampini d'uva.[7]

#### Il percorso museale

##### Il piano terra
La Sala
L'ingresso al Museo - nella cui architrave si legge Sapienza e Solitudine - immette nell'ala novecentesca della Casina, aggiunta per volere di Giovanni Torlonia nel 1909 quando volle trasformare la Capanna Svizzera in abitazione, data riportata in alcune maioliche con la firma del principe. La parte originaria della Capanna Svizzera è il muro con bugnato rustico finto che si vede entrando dal portico d'ingresso. Questa nuova ala consta di decorazioni vegetali, perlopiù foglie, fiori e festoni di frutta quasi a voler introdurre verso l'interno, queste decorazioni sono realizzate da Giuseppe Capranesi. Una scala lignea conduce al piano superiore. Una colonna laterale è in marmo. Il soffitto è ugualmente ligneo con travi decorate. In questa sala vi sono due progetti di Vincenzo Fasolo per l'ampliamento della Casina, mentre sulla parete, ove vi era un arazzo raffigurante una scena di caccia, ora vi è un grande cartone di Duilio Cambellotti realizzato per realizzare la vetrata "I guerrieri" detta anche "Visione eroica" ora posta alla Galleria Nazionale d'Arte Moderna. Il pavimento è interamente in maiolica della Richard Ginori del 1909, mentre le porte sono con intagliature di vetri opalescenti.
I guerrieri o Visione eroica
Realizzato su di una carta fotografica questo cartone è in una cornice ogivale. Vi sono raffigurati dei guerrieri armati, mentre al centro un bambino nudo posto alle braccia di un guerriero, di questo bambino non è stata ancora individuata l'identità di cui il dipinto rimanda a simbologie leggendarie medievali e saghe del nord Europa tra cui il mito nibelungico che il Cambellotti conosceva tramite reminiscenze wagneriane. Nella lunetta si possono ammirare delle foglie che cadono.
Stanza del Chiodo
Dal principe Torlonia questa stanza era usata come studio. La vetrata, cui pare dare il nome alla stanza è a forma di chiodo. Tale vetrata è realizzata tramite un disegno di Duilio Cambellotti tra il 1914 ed il 1915. Dei piccoli quadri della stanza paiono formare dei disegni di pampini, tralci e grappoli d'uva realizzati con dei vetri colorati e dei ritocchi col pennello. Nella medesima stanza vi è un bozzetto preparatorio di due diverse idee per la decorazione una con l'edera e l'altra con l'uva di cui quest'ultima ipotesi si vede la realizzazione effettiva. Un cartone, posto a fianco mostra la realizzazione complessa della vetrata. Completano la sala altri cartoni acquerellati di Duilio Cambellotti, tra cui uno per il Ministero dell'agricoltura. Alcuni bozzetti sono andati smarriti tra cui la serie "L'alba, il giorno e la notte" e la vetrta "Ciliegie". Tra le vetrate esposte ve n'è una detta delle "gazze".
Opere principali nella sala:
Vetrata del chiodo
Il nome della vetrata prende dalla forma della vetrata stessa suddivisa in 120 riquadri. Dei colori sono stati ritoccati a fuoco. La vetrata venne creata nel 1915 da Mastro Picchio, come risulta dall'archivio Picchiarini ove viene citata come Vetratone dai grappoli (d'uva), su disegno di Duilio Cambellotti. Il disegno è diviso in due parti mediante un pilastro.
Chiodo con esedra ed uva
Il cartone risale al 1914 ed è realizzato da Duilio Cambellotti con matite, tempere, acquerello ed china. Il disegno è il progetto per la parte destra della vetrata su citata. Nella medesima sala vi è il bozzetto con due progetti, con tralci d'uva, l'idea utilizzata per la realizzazione della medesima opera ed una con tralci di edera. La disposizione del cartone, del bozzetto e della vetrata vuole far seguire le varie fasi di realizzazione delle opere nel Museo. I tralci di uva, insieme alle civette, sono uno dei temi ricorrenti come decorazione delle varie sale del Museo stesso, difatti si trova negli stucchi del rosone sul soffitto, sull'imposta della sala e sulla stoffa sulle pareti.
L'alba, il giorno e la notte
Il cartone è stato dipinto tra il 1915 ed il 1916 da Duilio Cambellotti con la tecnica della tempera. Questi bozzetti erano la fase preparatoria per il ciclo di tre vetrate con lo stesso tema, ora andate irrimediabilmente perse, da realizzarsi per la parte centrale della Casina delle Civette. Gli uccelli, di svariati tipi, sono rappresentati in volo raffiguranti simbolicamente l'andamento della giornata dall'alba, al tramonto, al sopraggiungere della notte. Il passaggio dalla luce al buio è rappresentato dalle diverse colorazioni degli uccelli: l'alba (bianco per le colombe su uno sfondo chiaro e trasparente), il giorno (un falco), il crepuscolo (dei rapaci notturni).
Stanza delle Civette
La vetrata a tre ante posta all'interno fu costruita da Cesare Picchiarini nel 1918 su disegno di Duilio Cambellotti. I due pannelli laterali ospitano delle riproduzioni di civette entro dei motivi vegetali, la vetrata centrale consta solo di motivi vegetali unico elemento originale rimasto integro. Le civette, in parte, sono realizzate con pitture realizzate a fuoco per ricreare l'effetto del piumaggio. Anticamente, la stanza era ricoperta da boiseries in stile impero. Dal soffitto pendevano dei tendaggi provato da brandelli tuttora esistenti. Nella medesima sala sono lo schizzo per "Le lucciole" e il cartone "L'albero", vetrate che non risultano mai realizzate.
Opere principali nella sala:
Civette
Le vetrate sono in vetri e gemme vari, con graffitura a fuoco, uniti da piombo non stagnato realizzate da Duilio Cambellotti nel 1914.
Lucciole
Trattasi di un bozzetto in matita e china su carta realizzato nel 1920 circa da Duilio Cambellotti per la realizzazione dell'omonima vetrata presentata alla Seconda Mostra della Vetrata organizzata da Cesare Picchiarini nel 1921 a Roma. Le lucciole sono rappresentate in forma umana vaganti come luminosi fantasmi georgici che animano il paesaggio con i loro movimenti.
Sala da pranzo
Le boiseries di questa sala sono stare recentemente restaurate, di cui sono andati perduti i piatti in ceramica testimoniati da alcune foto d'epoca. Le boiseries presentano intagli a foglie e bacche di alloro di cui i disegni dei legni chiari formano un disegno nastrifome delimitato da quadri in ottone. Dei gruppi di tre spighe separano i vari pannelli. I piatti sono stati sostituiti da pannelli lignei. Delle finestre e delle vetrate sono del Laboratorio Picchiarini. Le finestre constano di motivi vegetali diversi da quelli delle altre vetrate della casina disegnate dal Cambellotti. I bozzetti delle pareti sono di Umberto Bottazzi.
Ingresso
Trattasi di ingresso dal retro. È un piccolo vano con il pavimento in graniglia e il soffitto in stucco a motivi vegetali. Sulle pareti vi sono dei bozzetti per la realizzazione delle vetrate della chiesa valdese di piazza Cavour a Roma realizzati da Paolo Paschetto esposti in comodato d'uso.
Stanza dei Trifogli
La stanza prende il nome dai motivi decorativi predominanti della sala. Dei disegni di trifogli sono creati con lo stucco sul soffitto e nel luogo ove era un divano che alcune fonti citano che fosse foderato di velluto viola. Il pavimento ripercorre lo stesso soggetto con delle mattonelle in graniglia verde-azzurro e giallo-ocra. Alle finestre vi è il tema ricorrente dello stemma dei Torlonia in stile medievale. Qui, in questa sala, sono esposti altri bozzetti per le vetrate della chiesa valdese di piazza Cavour di Roma realizzati da Paolo Paschetto. Le vetrate sono in stile medievale realizzate con fondi di bottiglia. Il camino, in marmo, è in sile neorinascimentale. Il camino è una copia ottocentesca di un camino in stile rinascimentale con degli abbellimenti in stile grottesco verosimilmente proviene da un altro palazzo ed in seguito posto nella sua sede attuale.
Opere principali nella sala:
Ali e fiamme
La vetrata è stata realizzata nel 1927 circa realizzata con dei vetri opalescenti uniti a piombo e ferro. La vetrata era sita in un vano scala. Tre ali sono disegnate l'una sopra all'altra alternate a delle fiammelle rossastre ed a piume grigie ed azzurre.
Pavimento in mattonelle con disegni di trifogli
Salottino delle ventiquattro ore
È realizzato nel corpo ottagonale di costruzione di Giuseppe Jappelli. La volta a padiglione fu dipinta da Giovanni Capranesi con il dipinto rappresentante "Il volo delle ventiquattro ore" indicante lo scorrere del tempo. In esso sono raffigurate delle ragazze, in gruppi di tre poste in otto riquadri delimitati da tralci di rose. Questo voleva simboleggiare l'eternità del nome dei Torlonia nonostante lo scorrere del tempo. Le finestre sono caratterizzate da semplici vetri, mentre nel pavimento vi è il mosaico rappresentante Marte e Venere sito originariamente nel Casino dei Principi fatte trasportare in loco nel 1910 da Giovanni Torlonia poiché il Casino dei Principi era diventato la sede dell'amministrazione. Il rosone centrale del soffitto è in stucco con delle decorazioni sempre in stucco che richiamano la Fenice, simbolo della resurrezione. Sulle pareti, in origine vi era la carta da parati. Originariamente la sala era stata progettata come cucina rustica, in seguito, a delle trasformazioni volute dal Principe, fu trasformato a salottino.
Fumoir
La stanza è aperta sul parco attraverso un bovindo ed anticamente era arredata da mobili in vimini e da boiseries delle quali ne restano pochi pezzi. Le boiseries erano ad intaglio con decorazioni in rose e ghirlande simili alle decorazioni in stucco della stessa sala. Il bovindo è un'aggiunta del 1910, consta di una vetrata con disegni rappresentanti ghirlande floreali e nastriformi di Cesare Picchiarini, la cui tecnica di realizzazione è dubbia. Le vetrate sono in vetri policromi. Vi sono esposte delle vetrate a tema biblico ideate da Paolo Paschetto nel 1927 e realizzate da Cesare Picchiarini per la sua abitazione in via Pimentel dove sono rimaste fino a qualche tempo fa. Altri bozzetti nella stanza sono di Paolo Paschetto rappresentanti dei progetti per delle vetrate di chiese metodiste e valdesi di Roma. Altri disegni rappresentano dei soggetti floreali o semplici decorazioni sono degli studi per le vetrate del balcone delle rose al piano superiore dello stesso museo.
Opere principali nella sala
Bozzetti per le vetrate per la chiesa metodista di Via Firenze a Roma
Sono realizzati tra il 1919 ed il 1920 in inchiostro di china ed acquerello da Paolo Paschetto.
Donna con mantello blu, Donna col mantello rosso ed il gabbiano
Trattasi di tre disegni del 1911 in inchiostro di china ed acquerello su carta incollata su cartone di Paolo Paschetto. Nel disegno del gabbiano, inoltre, è raffigurata un'imbarcazione che pare essere l'arca di Noè.

##### Il primo piano
Bagno del principe
Questa è la prima stanza del primo piano. Anticamente era ornata di maioliche rappresentanti delle ninfee realizzate dalla Villeroy & Bosch. Prima che la casina fosse trasformata in museo vennero trafugate le decorazioni di ninfee, tuttavia vennero ricomposti nell'unico pannello oggi visibile. Due credenze in pino rigido con vetri smaltati realizzate da Duilio Cambellotti ornano la stanza.
Le due credenze in peach-pine
Tali due credenze sono state realizzate nel 1912 da Duilio Cambellotti con degli smalti opachi a fuoco posti su vetro a rullo e vetri opalescenti tenuti insieme da una intelaiatura a piombo. Alcuni vetri rappresentano delle figure nude.
Camera da letto
Poco resta dell'arredamento originario ma dalle descrizioni si può immaginare ossessivamente pieno di mobili. La carta da parati era a decorazioni con civette ed i pomelli del letto erano a civette intarsiate, altre decorazioni a civetta erano nei lampadari, nella brocca e nella vetrata "Civette nella notte" di Duilio Cambellotti. Sul soffitto vi sono delle decorazioni raffigurante il volo dei pipistrelli. Lungo il bovindo vi erano delle cassettiere lignee con una scrivania centrale a formare uno studiolo. Nella zona centrale della stanza vi è un pannello con delle raffigurazioni di frutti realizzato su progetto di Umberto Bottazzi. Inoltre vi sono quattro cartoni sempre del suddetto artista raffiguranti "I migratori", due vetrate ad anta realizzate da Giuseppe Bottazzi per Casa Zingone nel 1914, la vetrata "L'idolo" di Vittorio Grassi, ed "I cigni" vetrata dai colori blu, viola e rosso.
L'idolo
La vetrata è stata realizzata da Vittorio Grassi nel 1918 con vetri e cabochons uniti da piombo. La figura dell'idolo è in stile egizio di cui i seni sono esaltati con figure tonde. I vetri contrastano le varie tonalità della vetrata, dal marrone, azzurro e viola dell'idolo e dal verde acqua e verde smeraldo del resto della figura che richiama il mare. In basso a destra vi è la firma dell'autore e la data di realizzazione. La figura consta di copricapo stile egizio, il soggetto è posto entro una cascata di gemme.
Balcone delle rose
Il balcone è adornato da vetrate con decorazioni rappresentanti delle rose, delle farfalle e dei nastri progettate da Paolo Paschetto e realizzate dal Picchiarini nel 1920 quando Vincenzo Fasolo progettò un ampliamento della Casina. Il balcone si affaccia si un piccolo terrazzo a loggetta con colonnine con capitelli con volute richiamanti gli occhi delle civette. Sul pavimento vi sono delle mattonelle in graniglia di cemento alla veneziana in cui sono disegnate delle comete, così come le rose delle vetrate, richiamanti le comete e le rose degli stemmi dei Torlonia.
Rose, nastri e farfalle
Le vetrate, di Paolo Paschetto, sono state realizzate nel 1920, in vetro antico tedesco soffiato a bocca in cui i colori sono posti direttamente nella pasta, vetri opalescenti e vetro antico colorato posti in un'intelaiatura di piombo di vario spessore stagnato e stuccato ai bordi. I vetri chiari innestati intorno ai disegni dei tralci di rose hanno un taglio irregolare con lo scopo di vivacizzare la composizione. Il movimento è rafforzato dall'inserimento di vetri a disegnare delle farfalle dalle ali multicolori.
Salottino dei satiri
Il nome della sala deriva dalle decorazioni poste sul lucernaio. Questa sala è posta in cima ad una cupola ottagonale. le decorazioni dei satiri sono posti nel bordo del lucernaio. Altre tre aperture chiuse da vetrate di Duilio Cambellotti mostrano dei disegni di foglie di edera e di grappoli di uva. Uno solo di essi è originale. Lungo le pareti vi sono altri stucchi raffiguranti delle lumache e delle foglie di edera. Nel pavimento vi è un mosaico raffigurante delle foglie di edera.
Opere principali nella sala:
Panca
Ad un lato vi è una panca del 1920 in noce.
Soffitto con satiri, foglie d'edera e lumache
L'opera è stata realizzata in stucco tra il 1916 ed il 1919 da Giuseppe Vernesi.
Vetrata con figure di edera e nastri
La finestra è realizzata con vetri vari colorati e non uniti da piombo stagnato. Fu realizzata da Duilio Cambellotti nel 1918.
Corridoio
In questo ambiente vi è una vetrata rappresentante "Il volo delle rondini" forse prodotta dal laboratorio Picchiarini su progetto di anonimo. Sulla parete vi è un grande cartone di Duilio Cambellotti rappresentante le "Rondini in volo". Su di un'altra parete vi sono dei bozzetti raffiguranti "Le quattro stagioni" di autore ignoto.
Scala
Riporta al pian terreno all'esterno. Delle vetrate ripropongono le stagioni di cui solamente l'"Autunno" e l'"Estate" sono originali, la "Primavera" è stata realizzata dalla Vetrate d'Arte Giuliani nel 1997 e l'"Inverno" è andata irrimendiabilmente persa per via della mancanza di bozzetti per ricostruirla. Sopra le porte vi sono delle vetrate rappresentanti "I migratori" di Duilio Cambellotti, di cui una sola è originale, le altre tre sono state ricreate sulla base di bozzetti del medesimo artista. La vetrata raffigurante l'"Estate" riproduce delle spighe di grano, mentre la vetrata dell'"Autunno" raggigura tralci d'uva e quella della "Primavera" delle rose tra un cartiglio, arco e freccia. I sopraluce dal titolo i migratori rappresentano: "Le rondini", "Le allodole", "I tordi" ed "I migratori" (quest'ultima è l'unica vetrata originale).
Bagno

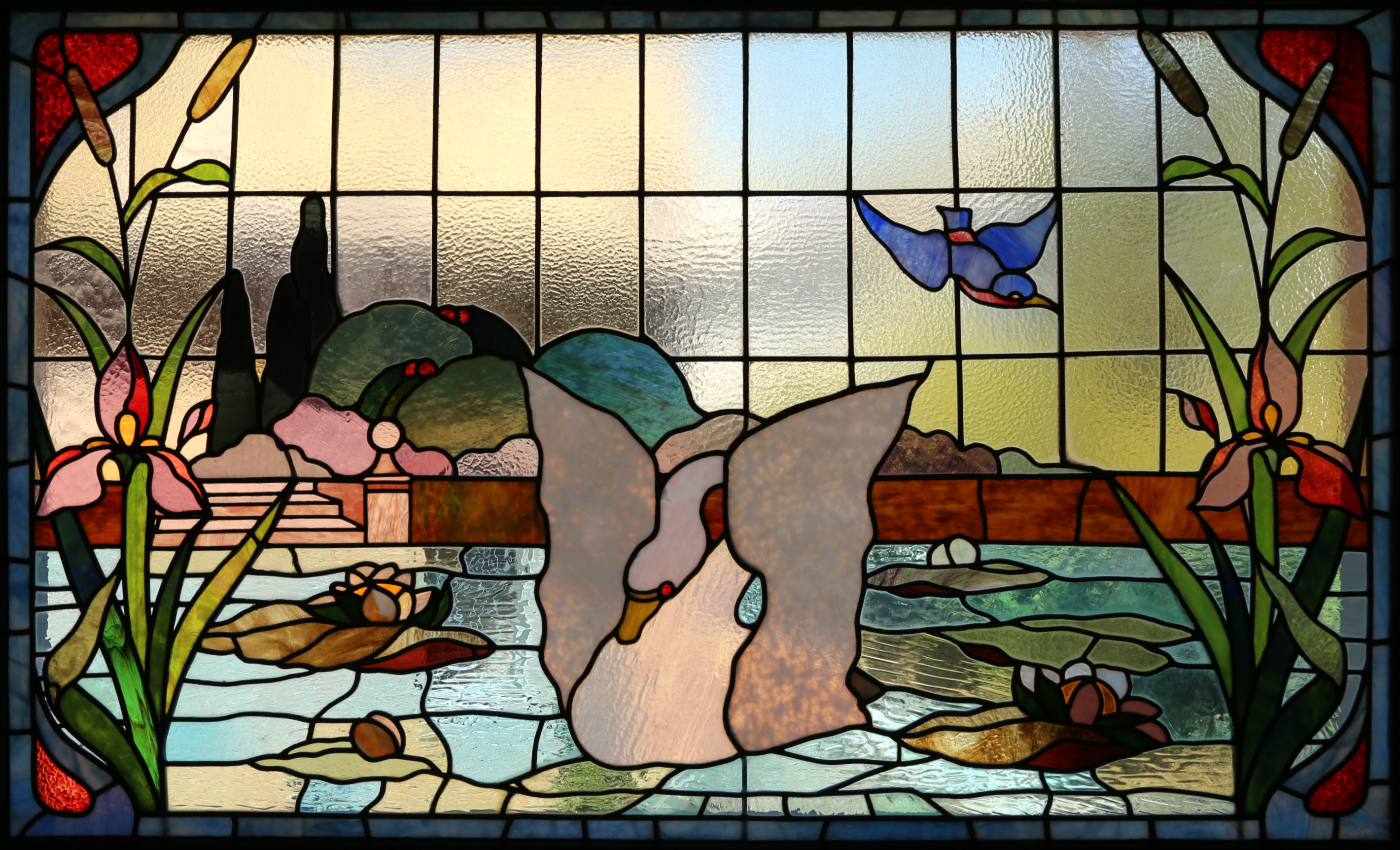
Lago con cigno, lab. Picchiarini, 1914

Proseguendo per il corridoio si accede ad un secondo bagno riservato agli ospiti. Originariamente vi erano delle decorazioni di grappoli d'uva e sotto dei dipinti decò di cui ne rimangono solamente dei pezzi. Tre vetrate sono site nella loggia di un autore non ben identificato, tuttavia si possono affermare che si trattino di artisti di bottega. La vetrata centrale raffigura un paesaggio lacustre con un cigno, mentre le laterali degli iris e delle tife.
Stanza degli ospiti
In questa stanza vi sono dei bozzetti di Cesare Picchiarini tra cui vari bozzetti per vetrate a tema floreale anche con motivi vegetali stilizzati. Inoltre vi sono due vetrate con decorazioni geometriche e dei tondi di vetro tagliati a mano libera dal Picchiarini in tarda età per dimostrare la fermezza della sua mano con l'avanzare dell'età.
Stanza delle rondini
Anticamente il soffitto era dipinto in modo da sembrare il cielo con dei voli di rondine. Negli angoli vi sono degli stucchi raffiguranti delle rondini in amore che covano nei loro nidi. Altre vetrate rappresentano delle rondini in volo.
Stanza dei ciclamini
La stanza prende il nome dal pavimento realizzato in graniglia realizzato dalla Vianini su progetto di Umberto Bottazzi. Una vetrata raffigura dei pavoni realizzata sempre dal Bottazzi. Sulle pareti vi sono dei bozzetti dello studio Picchiarini tra cui dei disegni geometrici, dei disegni floreali Liberty e decorazioni varie. Anticamente la stanza era usata per gli ospiti. Nella stanza spicca la vetrata "I pavoni".
I pavoni
L'opera è di Umberto Bottazzi. La vetrata, a forma di lunetta, è stata nel 1912 con vetri vari, gemme multicolori e piombo stagnato. L'opera è stata comprata da un antiquario, fu dispersa e ritrovata qualche anno fa. I vetri, le gemme ed i cabochons multicolori creano un effetto suggestivo.
Stanze della torretta
Nella prima sala vi sono due vetrate della Vetrate d'Arte Giuliani e "La fata" di Duilio Cambellotti. Degli schizzi, bozzetti e cartoni documentano il lavoro di Picchiarini. Nella seconda stanza è posto un cartone di Duilio Cambelotti realizzato per il Ministero dell'Agricoltura. Un passaggio sospeso porta alla Biblioteca delle arti applicate. Le due stanze si trovano a ridosso della torre in laterizio in stile medievale. Le decorazioni sono a nastri stilizzati.
Opere principali nella sala:
La fata
L'opera è realizzata con vetri opalescenti e gemme unite da piombo. La vetrata è realizzata nel 1917 da Duilio Cambellotti. Questa è una delle otto vetrate presentate da Cambellotti, nel 1921 a Roma, alla Seconda Mostra della Vetrata. L'opera venne esposta alla prima mostra internazionale delle arti decorative a Monza. Il corpo della fata è realizzato da cabochons azzurri, grigi e avorio raffigurata seduta su un letto di gemme e cabochons. Di quest'opera si conservano anche un cartone ed uno schizzo.
Passaggio sopraelevato e dipendenza
Il passaggio è ligneo. La dipendenza, anticamente era destinato a stalla per gli animali e rimessa per gli attrezzi. Quando fu trasformato in capanna l'edificio fu rialzato e destinato come servizi e residenze del personale. I lavori partirono nel 1914. Il passaggio sopraelevato fu realizzato da Cesare Picchiarini che inserì nelle finestre dei "tondi di vetro soffiato".